# Vaar Kai'So
Vaar Kai'So
Uno stile di combattimento con le spade laser del mondo di Star Wars.
Uno stile fanmade sviluppato dal creatore della pagina: NikeBoy01, dopo diverse ricerche, studi e sviluppi tecnici ho ideato uno stile di combattimento per il mio personaggio inventato nel mondo di Star Wars, che da padawan si unisce al lato oscuro con l'ascesa dell'impero, prendendo il nome di Darth Shadow, di cui parlerò dopo nella pagina.
Vaar Kai'So è uno stile che prevede l'utilizzo di 2 spade laser, come nello stile Jar'Kai, con un livello distinto di agilità e destrezza con le spade; usa molto le emozioni e disciplina per alimentare l'uso della forza anche nel combattimento come nello stile di Mace Windu, Vaapad; ma mantiene uno stile aggressivo e d'attacco, focalizzato sulla potenza e sul contrattacco, come in Djem'So. (Stile di Anakin Skywalker).